# Diatrypella
Diatrypella is een geslacht van schimmels behorend tot de familie Diatrypaceae.

## Soorten
Volgens Index Fungorum telt het geslacht 73 soorten (peildatum maart 2023):
| Soortnaam                                           | Auteur(s)                                             | Publicatiejaar |
| --------------------------------------------------- | ----------------------------------------------------- | -------------- |
| Diatrypella agaves                                  | Syd.                                                  | 1939           |
| Diatrypella amorae                                  | Viégas                                                | 1944           |
| Diatrypella atlantica                               | D.A.C. Almeida, Gusmão & A.N. Mill.                   | 2016           |
| Diatrypella azaleae                                 | R. Rao & K.S. Deshp.                                  | 1964           |
| Diatrypella banksiae                                | Crous                                                 | 2016           |
| Diatrypella barleriae                               | Syd. & P. Syd.                                        | 1916           |
| Diatrypella betulae                                 | H.Y. Zhu & X.L. Fan                                   | 2021           |
| Diatrypella betulicola                              | H.Y. Zhu & X.L. Fan                                   | 2021           |
| Diatrypella betulina                                | (Peck) Sacc.                                          | 1882           |
| Diatrypella borassi                                 | Chona & Munjal                                        | 1956           |
| Diatrypella caryotae                                | R.K. Verma                                            | 1996           |
| Diatrypella cassiae                                 | Tilak                                                 | 1967           |
| Diatrypella cephalanthi                             | (Schwein.) Sacc.                                      | 1882           |
| Diatrypella chiapasensis                            | S. Chacón                                             | 2003           |
| Diatrypella ciliatula                               | (Fr.) Farl.                                           | 1922           |
| Diatrypella coffeicola                              | Speg.                                                 | 1922           |
| Diatrypella cylindrospora                           | Vouaux                                                | 1910           |
| Diatrypella decorata                                | Nitschke                                              | 1867           |
| Diatrypella delonicis                               | R.H. Perera & K.D. Hyde                               | 2019           |
| Diatrypella discoidea                               | Cooke & Peck                                          | 1876           |
| Diatrypella elaeidis                                | Konta & K.D. Hyde                                     | 2020           |
| Diatrypella eutypiformis                            | (Sacc.) L.C. Tiffany & J.C. Gilman                    | 1965           |
| Diatrypella exigua                                  | G. Winter                                             | 1874           |
| Diatrypella favacea (Berkenschorsschijfje)          | (Fr.) Ces. & De Not.                                  | 1863           |
| Diatrypella furcraeae                               | Vouaux                                                | 1910           |
| Diatrypella guceviczii                              | Glezer                                                | 1959           |
| Diatrypella heveae                                  | Senwanna, Phookamsak & K.D. Hyde                      | 2017           |
| Diatrypella hortensis                               | Gutner                                                | 1927           |
| Diatrypella hubeiensis                              | H.Y. Zhu & X.L. Fan                                   | 2021           |
| Diatrypella indica                                  | Sathe & Srinivas.                                     | 1971           |
| Diatrypella inflata                                 | Rick                                                  | 1906           |
| Diatrypella informis                                | Ellis & Everh. ex Lar.N. Vassiljeva & S.L. Stephenson | 2011           |
| Diatrypella inopinata                               | Lar.N. Vassiljeva                                     | 1986           |
| Diatrypella iranensis                               | Mehrabi & Hemmati                                     | 2015           |
| Diatrypella ivorensis                               | Chevaug.                                              | 1956           |
| Diatrypella japonica                                | H. Higuchi, Y. Nikaido & Y. Hattori                   | 2019           |
| Diatrypella jasmini                                 | Tilak                                                 | 1966           |
| Diatrypella lantanae                                | Earle                                                 | 1905           |
| Diatrypella leguminacearum                          | M.S. Patil                                            | 1985           |
| Diatrypella longiasca                               | L.S. Dissan., J.C. Kang & K.D. Hyde                   | 2021           |
| Diatrypella macroasca                               | M. Niranjan & V.V. Sarma                              | 2018           |
| Diatrypella macrospora                              | Mehrabi, Hemmati, Vasilyeva & Trouillas               | 2016           |
| Diatrypella macrotheca                              | Starbäck                                              | 1905           |
| Diatrypella major                                   | (Berl.) Lar.N. Vassiljeva                             | 2005           |
| Diatrypella minutispora                             | Dearn.                                                | 1917           |
| Diatrypella missionum                               | Speg.                                                 | 1908           |
| Diatrypella moravica                                | Petr. & Keissl.                                       | 1921           |
| Diatrypella morganae                                | Doidge                                                | 1941           |
| Diatrypella natalensis                              | Doidge                                                | 1941           |
| Diatrypella oligostroma                             | Syd.                                                  | 1939           |
| Diatrypella oregonensis                             | (Wehm.) S.H. Long & Q.R. Li                           | 2021           |
| Diatrypella orgaoensis                              | Henn.                                                 | 1904           |
| Diatrypella paontensis                              | Dargan & Bhatia                                       | 1986           |
| Diatrypella persicae                                | Rick                                                  | 1905           |
| Diatrypella pretoriensis                            | Doidge                                                | 1941           |
| Diatrypella pseudooregonensis                       | S.H. Long & Q.R. Li                                   | 2021           |
| Diatrypella psidii                                  | Syd. & P. Syd.                                        | 1913           |
| Diatrypella pulvinata (Kussenvormig schorsschijfje) | Nitschke                                              | 1867           |
| Diatrypella quercina (Eikenschorsschijfje)          | (Pers.) Cooke                                         | 1866           |
| Diatrypella ramalingensis                           | S.B. Kale & S.V.S. Kale                               | 1970           |
| Diatrypella rhois                                   | (Schwein.) Ellis & Everh.                             | 1892           |
| Diatrypella rimosa                                  | Shear                                                 | 1902           |
| Diatrypella rolliniae                               | Speg.                                                 | 1922           |
| Diatrypella semecarpi                               | R.K. Verma                                            | 2008           |
| Diatrypella shennongensis                           | H.Y. Zhu & X.L. Fan                                   | 2021           |
| Diatrypella sorbicola                               | Gutner                                                | 1927           |
| Diatrypella tectonae                                | Doilom, Q.J. Shang & K.D. Hyde                        | 2017           |
| Diatrypella terminaliae                             | Srinivas. & P.G. Sathe                                | 1971           |
| Diatrypella vetusta                                 | Ellis & Everh.                                        | 1903           |
| Diatrypella viticis                                 | Tend.                                                 | 1971           |
| Diatrypella wisteriae                               | Tschern.                                              | 1929           |
| Diatrypella xanthostroma                            | Ellis & Everh.                                        | 1903           |
| Diatrypella yunnanensis                             | Brahamanage, Thyagaraja & K.D. Hyde                   | 2020           |